# Fédération d'Azerbaïdjan de hockey sur glace
La Fédération de hockey sur glace de la République d'Azerbaïdjan (Azərbaycan Buzüstü Xokkey Federasiyası, en anglais Ice Hockey Federation of the Republic of Azerbaijan - IHFRA) est l'organisme officiel chargé d’organiser et de développer le hockey sur glace en Azerbaïdjan.

## Histoire
La fédération a été fondée en 1992, peu après l’indépendance du pays, et est devenue membre de la Fédération internationale de hockey sur glace (IIHF) le 6 mai 1992.  
Bien que membre à part entière de l’IIHF, l’Azerbaïdjan n’a jamais organisé de championnat national régulier et ne dispose pas d’infrastructures de haut niveau pour la pratique du hockey sur glace. Le développement de ce sport y reste limité et la discipline demeure très marginale.

## Équipe nationale
L’équipe d'Azerbaïdjan de hockey sur glace existe officiellement depuis 1992, mais elle n’a disputé aucun match international officiel sous l’égide de l’IIHF. L’Azerbaïdjan n’a jamais participé aux championnats du monde, ni aux tournois de qualification olympique.